# Тони (премия, 1947)
1-я церемония награждения премии «Тони» за заслуги в области американского театрального искусства состоялась 6 апреля 1947 года в Большом бальном зале отеля «Уолдорф-Астория» (Нью-Йорк, США). Премия была учреждена «The American Theatre Wing»; праздновался текущий театральный сезон. Церемония, проводившаяся Броком Пембертоном транслировалась в эфире радиостанций «WOR» и «Mutual Broadcasting System».

## Церемония
По данным номера «The New York Times» от 7 апреля 1947 года награда «не определяет лауреатов как „лучший“ или „первый“, но номинации, в которых они представлены, будут изменяться из года в год». Название «Тони» премия получила на самой церемонии. Пембертон во время вручения наград называл их «Тони», ссылаясь на прозвище Антуанетты Перри — одной из основательниц «The American Theatre Wing».
Во время церемонии были представлены номера из мюзиклов «Бригадун», «Уличная сцена» и «Радуга Финиана».
Сама награда выглядела в виде свитка трёх типов: серебряный компактный кейс (для женщин) и выгравированная золотом грамота или прикуриватель (для мужчин). Билеты на первую церемонию стоили по $7, а гостей было более 1000 человек.

## Лауреаты

### Выступления
| Категория                     | Победитель                                                             |
| ----------------------------- | ---------------------------------------------------------------------- |
| Актёр в пьесе                 | Хосе Феррер — «Сирано де Бержерак»                                     |
| Актриса в пьесе               | Ингрид Бергман — «Жанна из Лотарингии» Хелен Хейс — «С днём рождения!» |
| Актриса второго плана в пьесе | Патриция Нил — «Другая часть леса»                                     |
| Актёр второго плана в мюзикле | Дэвид Вейн — «Радуга Финиана»                                          |

### Мастерство
| Категория         | Победитель |
| ----------------- | --- |
| Режиссёр          | Элиа Казан в «Все мои сыновья»                                                                                       |
| Дизайнер костюмов | Люсинда Баллард за «С днём рождения!», «Шоколадный солдат», «Другая часть леса», «Джон любит Мэри» и «Уличная сцена» |
| Хореография       | Агнес де Милль за «Бригадун» Майкл Кидд за «Радугу Финиана»                                                          |
| Композитор        | Курт Вайль |

### Специальные награды
На первой церемонии было также вручено семь специальных наград:
- Дора Чемберлен — за «неизменную вежливость»
- Мистер и миссис Каценбург — за «энтузиазм заядлых полуночников»
- Жюль Левенталь — «самый „плодовитый“ продюсер сезона»
- П.А. Макдональд — за «сложные конструкции при производстве „Если шоу подходит“»
- Артур Миллер — за создание пьесы «Все мои сыновья»
- Барнс Мантл — за «ежегодные публикации»
- Винсент Сарди — за «обеспечение домашнего очага и уюта в ресторане „Sardi's“ для сотрудников театров в течение последних двадцати лет»